# Torrelles de Llobregat
Torrelles de Llobregat település Spanyolországban, Barcelona tartományban. Lakosainak száma 6155 fő (2024).

## Földrajza
Torrelles de Llobregat Cervelló, Sant Vicenç dels Horts, Santa Coloma de Cervelló, Sant Climent de Llobregat, Begues és Vallirana községekkel határos.

## Népesség
A település lakosságának változását az alábbi diagram mutatja:
| Lakosok száma | 178  | 637  | 790  | 740  | 1822 | 4324 | 5430 | 5851 | 6041 | 6155 |
|               | 1717 | 1887 | 1936 | 1960 | 1986 | 2004 | 2009 | 2014 | 2019 | 2024 |